# Skavtjärnen (Åsele socken, Lappland, 711035-156704)
Skavtjärnen är en sjö i Åsele kommun i Lappland och ingår i Ångermanälvens huvudavrinningsområde. Sjön har en area på 0,102 kvadratkilometer och ligger 327,5 meter över havet.

## Delavrinningsområde
Skavtjärnen ingår i det delavrinningsområde (711149-156617) som SMHI kallar för Utloppet av Bergvattensjön. Medelhöjden är 347 meter över havet och ytan är 5,59 kvadratkilometer. Räknas de 7 avrinningsområdena uppströms in blir den ackumulerade arean 72,78 kvadratkilometer. Insjöbäcken som avvattnar avrinningsområdet har biflödesordning 2, vilket innebär att vattnet flödar genom totalt 2 vattendrag innan det når havet efter 185 kilometer. Avrinningsområdet består mestadels av skog (75 procent). Avrinningsområdet har 0,69 kvadratkilometer vattenytor vilket ger det en sjöprocent på 12,3 procent.